# Kilmany
Kilmany är en by i Fife, Skottland. Byn är belägen 5 km 
från Cupar. Orten har 75 invånare (2001).